# Анонимность
Анони́мность (греч. ἀνωνυμία «безымянность» от ἀνώνυμος «безымянный») — какое-либо деяние, совершённое без указания имени того, кто его совершает. Прилагательное «анонимный» используется для описания ситуаций, когда имя действующего лица неизвестно. Идея анонимности заключается в невозможности идентифицировать человека, при этом анонимность может быть связана с понятиями конфиденциальности и свободы.

## Смысл понятия

Эмблема, символизирующая движение «Анонимус». «Костюм с вопросительным знаком» представляет анонимность и отсутствие у движения лидера.

Значение слова «анонимность» различно для различных ситуаций. Анонимными могут быть произведения искусства (литературные сочинения, музыкальные пьесы, артефакты изобразительного искусства и т. п.) и научные труды (например, анонимные музыкально-теоретические трактаты).
Анонимное письмо — письмо, автор которого скрывает своё имя. Анонимное письмо может быть без подписи или с подписью от имени другого лица, действительно существующего или вымышленного. Анонимное письмо, содержащее порочащие измышления, ложные слухи, угрозы, является вещественным доказательством по делам о клевете, оскорблении, вымогательстве и о некоторых других преступлениях. .
Бывают случаи, когда человек специально не хочет себя идентифицировать (например, анонимный взнос в благотворительный фонд).
Человек, чувствующий угрозу своей безопасности, также может предпочесть сохранять анонимность. Свидетель преступления может бояться мести преступников, поэтому может сделать анонимное заявление, не указав своё настоящее имя.
В других ситуациях анонимность может создаваться непреднамеренно вследствие потери идентифицирующей информации. Примером могут послужить многочисленные Памятники неизвестному солдату.

## Псевдонимы
Псевдоним (греч. ψευδώνυμος «лжеименный») — вымышленное имя, заменяющее собой настоящее, которое по тем или иным причинам надо скрыть.
Иногда человеку нужно установить долгосрочные отношения с каким-либо лицом, не используя при этом настоящее имя. В этом случае человек может придумать уникальный идентификатор, называемый псевдонимом. Примерами псевдонимов являются вымышленные имена писателей, певцов, актёров, художников и т. д. Такие псевдонимы являются специфичной маской, позволяющей уклониться от прямого контакта зрителя (читателя, поклонника) с личностью автора (исполнителя). Анонимность в таком случае можно считать условной — автор желает быть неизвестным для большинства и при этом не скрывает свое авторство для ограниченного круга лиц.
Псевдонимы в форме никнеймов широко используются в социальных сетях и других средствах передачи информации. При этом реальное имя может никому не сообщаться и не проверяться, что обеспечивает как более широкую анонимность, так и возможность «подмены личности», когда псевдоним призван не только скрыть реальное имя, но и вызвать ассоциации с другой известной личностью. В последнее время администрация многих компаний (например, Вконтакте) пытается бороться с использованием своими пользователями псевдонимов.

## Психология и анонимность
Анонимность может снизить уровень ответственности за свои действия и устранить влияние, которое эти действия оказывают на репутацию. Это может иметь различные последствия для различных сторон данной ситуации. Таким образом, анонимность может быть использована для реализации каких-либо целей, при этом люди будут поддерживать или отрицать любые убеждения без ущерба для собственной репутации.
Анонимность позволяет людям преодолеть смущение, высказать своё мнение или описать свои эмоции. Электронные средства коммуникации помимо анонимности обеспечивают и физическую изоляцию человека. Это может быть полезно при обсуждении очень личных дел, запретных тем или выражении взглядов, которые могут повлечь физическую, финансовую или юридическую опасность (например, незаконную деятельность или экстремистские политические взгляды).
Использование анонимных связей с клиентами, в том числе и с сотрудниками компании, повышает доверие к организации, а также влияет на развитие организации. Формами анонимного общения могут послужить ящики для анонимных голосований, пожертвований, отзывов или скрытые телефонные номера.
Отсутствие ответственности за свои высказывания на анонимных или полу-анонимных форумах иногда способствует агрессивному поведению пользователей. Людям в большой толпе также свойственна своего рода анонимность. Эта анонимность формирует психологию толпы и поведение людей в таких ситуациях, как бунт. Анонимность также позволила высококвалифицированным специалистам (например, судьям) выражать своё мнение и действовать объективно.

## Преступность и анонимность
Анонимность также может использоваться в качестве защиты от судебного преследования. Например, при совершении противоправных действий многие преступники пытаются избежать идентификации посредством маскировки, покрытия лиц шарфами или масками или носят перчатки, чтобы не оставлять отпечатков пальцев. Также они могут использовать особые маски, которые будут менять цвет кожи или строение лица. Группы преступников в определённом проекте могут сотрудничать, не раскрывая друг другу свои имена или другую личную информацию. В фильме «Афера Томаса Крауна» изображено сотрудничество людей, которые никогда ранее не встречались и не знали, кто их нанял. Анонимная покупка оружия или ножа, используемого в преступлении, помогает скрыть связь брошенного оружия и личности преступника.

## Торговля и анонимность

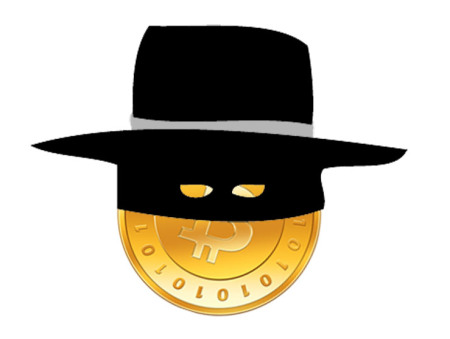
Анонимность в торговле (Bitcoin).

Анонимные коммерческие транзакции могут защитить конфиденциальность потребителей. Некоторые потребители предпочитают использовать наличные деньги при покупке товаров повседневного спроса (например, продукты питания и инструменты), чтобы не допустить того, чтобы продавцы собирали информацию и пользовались этой информацией.
Кредитные карты связаны с именем человека и могут использоваться для поиска другой данных, таких как почтовый адрес, номер телефона и т. д.
Существуют анонимные системы электронных денег, неподконтрольные государству и прочим финансовым организациям вроде WebMoney, Qiwi, Яндекс.Деньги и др. В США одной из самых популярных системой является PayPal. На данных сервисах открываются счета (электронные кошельки)и пользователи могут переводить деньги в различных валютах друг другу и организациям-партнёрам данных систем. Однако такие организации работают в строгом соответствии с национальным законодательством, как правило, имеют представительства в странах, где осуществляют деятельность по привлечению клиентов, и раскрывают всю информацию об эмитентах по запросу компетентных органов (в том числе по международным запросам). Также в связи с последними изменениями российского законодательства, чтобы через такие платёжные системы перевести существенную сумму, необходимо идентифицироваться по паспорту. На данный момент есть более анонимные и альтернативные виды денег, ликвидность и востребованность которых определяют не сколько потребительские корзины и биржевые котировки (хотя такие валюты успешно торгуются на специализированных биржах), и не законодательное закрепление их статуса, сколько интерес самих пользователей и доверие расширяющегося круга компаний, принимающих её в качестве оплаты (особенно США). Речь идёт о криптовалютах, их эмиссия производится с помощью вычислительных мощностей пользователей (для эмиссии требуется затратить энергию и вычислительные ресурсы) и обычно алгоритмически ограничена. Позволяют анонимно и безопасно владеть, эмитировать и передавать денежные средства.
- Биткойн — наиболее ликвидная и популярная на данный момент криптовалюта. Форма приватности, которую предлагает биткойн, ограничивается псевдоанонимностью: физическое лицо представлено в блокчейне псевдонимом. Однако это не гарантирует невозможность восстановления связей. Две транзакции можно связать, если они проходят под одним псевдонимом. Но даже если они проходят под разными псевдонимами, их можно соотнести в результате деанонимизирующих атак на график транзакций. Разговор о приватности в системе прозрачных транзакций возможен. Например, псевдонимы биткойна предлагают некоторую форму анонимности, но в то же время все транзакции с ним происходят публично — мы наблюдаем компромисс между приватностью и открытостью.[20]
- Litecoin — популярная криптовалюта, задумывавшаяся как эволюция Bitcoin.
- Иные криптовалюты: Namecoin, Ripple, Peercoin и др.[21]

## Анонимность в искусстве
Художник может пытаться остаться анонимным по различным причинам: добавлением элемента мистификации к себе или своей работе, он избегает так называемого «культа личности» или поклонения герою, где харизма, внешность, богатство и другие факторы являются основной причиной интереса к работе художника. Бэнкси в своём «манифесте» писал: «Я хочу, чтобы обсуждали произведение, а не мою личность».
Люди могут использовать анонимность и псевдонимы в области, в которой обычно работают только люди одного пола или профессии. Например, Джеймсом Типтри-младшим, известным автором научной фантастики, на самом деле была женщина по имени Алиса Брэдли Шелдон.
Для использования анонимности и псевдонимов могут быть и другие причины. Например, Томас Пинчон и Дж. Д. Сэлинджер хотели иметь нормальную личную жизнь. Анонимность является важным условием того, что стрит-арт часто носит провокационный характер.
Скрытие личности встречается в художественной литературе и кинематографии. Например, «Одинокий рейнджер», «Супермен» и «Бэтмен».

## Благотворительность и анонимность
Общепринято, что благотворительность должна быть анонимной. Благотворитель может иметь разные причины желать анонимности. Причиной этого может быть нераскрытие своего состояния, нежелание возникновения персонифицированного чувства благодарности и т. д.

## Проблемы анонимности
Анонимность не всегда признаётся в обществе. В политических, правительственных и некоторых частных организациях анонимность не может иметь место. Например, во многих странах только под настоящим именем личность имеет право голосовать. В аэропортах большинства стран пассажиров не пропускают на борт самолёта без предъявления удостоверения личности.
С другой стороны, некоторые политические процессы требуют анонимности.

## Интернет и Анонимность
Под анонимностью понимают процесс защиты идентификатора и данных о местонахождении пользователя. Способность обеспечивать анонимный доступ к услугам, при которой избегается отслеживание персональной информации о пользователе и о поведении пользователя, такой как местоположение пользователя, частота пользования услугой и т. д..
Иными словами, под анонимностью в Интернете подразумеваются различные способы остаться незамеченным во Всемирной сети. Причины для того, чтобы скрывать свои действия на Интернет-сайтах, разнообразны. Они могут быть связаны как со стремлением защититься от возможных противоправных действий третьих лиц, так и с совершением противоправных действий самим лицом, стремящимся к анонимности.
Для достижения анонимности применяются анонимные сети, работающие поверх глобальной сети. Анонимные сети — компьютерные сети, созданные для достижения анонимности в Интернете и работающие поверх глобальной сети. Специфика таких сетей заключается в том, что разработчики вынуждены идти на компромисс между степенью защиты и лёгкостью использования системы, её «прозрачностью» для конечного пользователя. Также важен аспект сохранения анонимности и конфиденциальности при условии воздействия методов социальной инженерии или какого-либо давления на оператора сервера. Многоуровневое шифрование и распределённый характер анонимных сетей, устраняя единую точку отказа и единый вектор атак, позволяют сделать перехват трафика или даже взлом части узлов сети не фатальным событием.
За анонимность пользователь расплачивается увеличением времени отклика, снижением скорости, а также большими объёмами сетевого трафика. Первой относительно успешной анонимной сетью был коммерческий сервис Freedom, функционировавший с 1998 до 2001 года. Компанией ZKS были установлены выделенные серверы, с которыми клиенты соединялись посредством криптографического протокола. Узел, на который приходили пакеты от пользователя Freedom, не мог идентифицировать настоящего отправителя. Сама сеть функционировала на уровне протокола IP. В это же время начали активно развиваться другие проекты.
Для того, чтобы достигнуть более высокого уровня анонимности в Интернете, используются анонимайзеры. Они представляют собой технические средства для сокрытия информации об Интернет-пользователе и его действиях в Сети. К ним относятся прокси-серверы, к которым прибегают при необходимости скрыть источник Интернет-запроса или отобразить ложную информацию о пользователе.
Также можно обратиться к VPN-сервису, который позволяет пользователю скрыть реальный IP-адрес и самостоятельно выбрать виртуальное местоположение.
Одним из самых надёжных способов считается Tor, который способствует анонимизации трафика за счёт луковой маршрутизации.